# Rika Fukami
Rika Fukami (深見 梨加 Fukami Rika?,  Prefectura de Kioto, Japón 8 de agosto de 1963) es una actriz de voz japonesa, afiliada a Vi-Vo. Interpreta la voz de Linka en la serie Capitán Planeta y los planetarios para la televisión japonesa.

## Filmografía
Lista de roles interpretados durante su carrera.
Los papeles principales están en negrita

### Anime
1983
- Magical Angel Creamy Mami como Príncipe Tongari (eps. 20, 50)

1984
- Lupin III: Part III como Mark (ep. 44)
- Mahou no Yousei Persia como Touta

1985
- Dirty Pair como Momoko (ep. 14)
- Highschool! Kimengumi como Yasuka Kashikiri
- Ninja Senshi Tobikage como Shaf
- Touch como Kazuya Uesugi (joven); Madre de Nitta

1986
- Machine Robo: Chronos no Gyakushuu como Meryl (ep. 12)
- Robotan (1986) como Ume Takematsu

1987
- City Hunter como Miho (ep. 45)

1988
- Soreike! Anpanman como Stone-man (ep. 249)

1989
- Mahōtsukai Sally (1989) como Hiroko (ep. 72)
- Yawara! como Outawara

1991
- Mahou no Princess Minky Momo: Yume wo Dakishimete como Ruby

1992
- Genki Bakuhatsu Ganbaruger como Akie Yuuki
- Sailor Moon como Minako Aino/Sailor Venus; Reika Nishimura/Rikokeida (ep. 29)
- Tsuyoshi Shikkari Shinasai como Midori (ep. 28)

1993
- Kenyuu Densetsu Yaiba como Kaguya
- Mobile Suit Victory Gundam como Helen Jackson
- Sailor Moon R como Minako Aino/Sailor Venus

1994
- Sailor Moon S como Minako Aino/Sailor Venus

1995
- Sailor Moon SuperS como Minako Aino/Sailor Venus; Reika Nishimura (ep. 129)
- Wedding Peach como Aquelda (eps. 12-14)

1996
- Chouja Reideen como Reideen Seira
- Detective Conan como Mika (ep. 19)
- Sailor Moon Sailor Stars como Minako Aino/Sailor Venus

1997
- Kindaichi Shounen no Jikenbo como Fuyuko Tsukishima; Midori Mimasaka; Shiho (ep. 94)

1998
- Kurogane Communication como Angela

1999
- Black Heaven como Hamil
- Himiko-Den como Iyo; Kira
- Seikai no Monshou como Spoor
- Zoids: Chaotic Century como Viola

2000
- Seikai no Senki como Spoor

2001
- Go! Go! Itsutsugo Land como Mama
- Seikai no Senki II como Spoor

2002
- Digimon Frontier como Ophanimon
- Full Moon o Sagashite como Suzu Imamura
- Naruto como Natsuhi

2003
- Ashita no Nadja como Carmen
- Kaleido Star como Donna Walker

2004
- Agatha Christie no Meitantei Poirot to Marple como Elsa (ep. 2)
- Futari wa Pretty Cure como Regine

2005
- Blood+ como Liza (eps. 16, 18-19)
- Digimon Savers como Yggdrasil

2006
- Gintama como Mujer del espacio (ep. 93)
- Jyū Ō Sei como Chen
- Katekyō Hitman Reborn! como Nana Sawada
- Naikaku Kenryoku Hanzai Kyosei Torishimarikan Zaizen Jotaro como Junko Yoshioka

2008
- Zettai Karen Children como Kiriko Suma

2012
- Btooom! como Shiki Murasaki

2014
- God Eater como Aisha Gauche

2016
- Dimension W como Claire Skyheart

2018
- Banana Fish como Jessica

2021
- Fena: Pirate Princess como Grace O'Malley

### OVAs
- JoJo's Bizarre Adventure como Dio's Aide; Enya Geil
- Kizuoibito como Mysty (eps. 4-5)
- Koryu no Mimi como Sinclair Gordon
- Leina: Wolf Sword Legend como Nami Kojima
- Level C como Haruno Yoroi
- Macross Plus como Myung Fang Lone
- Magma Taishi como Murakami Tomoko
- Ogre Slayer como Setsuko (ep. 3)
- Prefectural Earth Defense Force como Ifukube Akiko
- Record of Lodoss War como Riara
- Second Renaissance como El instructor
- Shin Cutie Honey como Daiko Hayami
- Taiman Blues: Ladies Hen Mayumi como Hashimoto Mayumi
- Tobira o Akete como Kunni
- Weather Report Girl como Kaori Shimamori (ep. 2)

### ONAs
- Megumi como Sakie Yokota

### Película
- Appleseed EX Machina como Yoshino
- Black Jack: The Two Doctors Of Darkness como Gira
- Detective Conan: Captured In Her Eyes como Kan Jinno
- Sailor Moon R movie como Minako Aino/Sailor Venus

### Videojuegos
- Final Fantasy XII como Fran

### CD Drama
- JoJo no Kimyō na Bōken como Holy Kujo

### Doblaje japonés
- Maléfica como Maléfica
- Chicken Little como Foxy Loxy
- Mean Girls como la Maestra Sharon Norbury
- Friends como Monica Geller